# Fauville-en-Caux
Pour les articles homonymes, voir Fauville.
Fauville-en-Caux est une ancienne commune française du département de la Seine-Maritime, en Normandie.
Elle est devenue commune déléguée de Terres-de-Caux, commune nouvelle créée le 1er janvier 2017 et issue de la fusion d'Auzouville-Auberbosc, Bennetot, Bermonville, Ricarville, Fauville-en-Caux, Saint-Pierre-Lavis et Sainte-Marguerite-sur-Fauville.

## Géographie
Fauville se positionne en Pays de Caux à 42 km de la préfecture Le Havre. Rouen est à 48 km, Dieppe à 51 km, Fécamp à 20 km, Cany-Barville et Lillebonne à 16 km, Bolbec et Yvetot à 13 km.

### Communes déléguées limitrophes
Fauville-en-Caux se trouve au centre de la commune nouvelle Terres-de-Caux et est entourée des six autres communes déléguées. La seule commune directement limitrophe de Fauville est Hattenville.
| Bennetot              |                  | Sainte-Marguerite-sur-Fauville |
| Hattenville (commune) | Fauville-en-Caux | Saint-Pierre-Lavis             |
| Auzouville-Auberbosc  | Ricarville       | Bermonville                    |

## Toponymie
Le nom de la localité est attesté sous les formes Fovilla entre 1177 et 1189, Fouvilla en 1203.
Il s'agit d'une formation toponymique médiévale en -ville au sens ancien de « domaine rural ». le premier élément Fau- représente un nom de personne comme c'est généralement le cas.
Les formes anciennes de tous les Fauville de Normandie montrent que la graphie avec au du premier élément Fau- au lieu de o est moderne et sans doute motivée par la prononciation avec [o] fermé, comme dans fauve ou pauvre. En outre, cet élément n'entretient pas de rapport avec le nom du hêtre fau qui se disait fou et foutel en cauchois. Les formations toponymiques en -ville ne sont jamais composées avec un nom d'arbre.
Tous les lieux Fauville sont situés en Normandie dans la zone de diffusion de la toponymie anglo-scandinave. Ils sont tous mentionnés anciennement sous la forme Foville, cependant Fauville (Manche) atteste également de la graphie Fodvilla en 1225 et en 1320.
François de Beaurepaire propose « la ferme de Fótr », anthroponyme scandinave basé sur le nom du « pied » en vieux norrois (cf. anglais foot).
Le pays de Caux est une région naturelle de Normandie appartenant au Bassin parisien.

## Histoire
La commune est située sur un territoire connu pour ses anciennes carrières souterraines dénommées « marnières ». Fauville-en-Caux n'échappe pas à cette règle et une marnière fait l'objet de nombreuses recherches en géophysique notamment, avec le soutien de la municipalité. Des investigations au radar en forage par le Cerema, en sismique réflexion par l'Ineris (entre autres) ont permis de tester ces méthodes sur ce site connu grâce à un relevé topographique souterrain précis.
Motte féodale détruite en 1836. En 1219, le seigneur est Pierre de Hotot, qui donne le patronage de l'église aux religieux hospitaliers de la Madeleine à Rouen (le curé de Fauville sera un « curé-prieur » du prieuré de la Madeleine). Les héritiers contesteront la donation, d'où une trentaine d'années de procès. En 1320 la seigneurie passe aux Estouteville, par alliance. En 1677, la duchesse de Longueville est « seigneur-patronne » quand elle offre un ciboire et un « soleil » ciselé (ostensoir), disparus à la Révolution. En 1716, un violent incendie ravage Fauville et son vieux marché. En 1769, lors d'un tremblement de terre, ce sont les princes de Monaco qui sont seigneurs de Fauville. Le marché de Fauville est très ancien (il remonte au XIIe siècle). En 1806, découverte d'une amphore romaine lors de la construction d'une auberge au carrefour des routes de Fécamp et de Cany. Cassée lors des travaux, cette poterie donnera son nom à l'auberge (disparue) et au carrefour : « Le pot cassé ».

## Politique et administration

### Liste des maires
| Période                                  | Période       | Identité                   | Étiquette       | Qualité                                                                                        |
| ---------------------------------------- | ------------- | -------------------------- | --------------- | ---------------------------------------------------------------------------------------------- |
| Les données manquantes sont à compléter. |               |                            |                 |                                                                                                |
| 1836                                     | 1842          | M. Deschamps de Boishébert |                 | Conseiller général (1835 → 1842)                                                               |
| vers 1861                                | vers 1868     | Arsène Alleaume            |                 |                                                                                                |
| vers 1874                                |               | Charles-Sénateur Olivier   |                 |                                                                                                |
| 1904                                     |               | Paul Jacques Guillebert    |                 |                                                                                                |
| 1936                                     |               | Gaston Sanson              |                 |                                                                                                |
| Les données manquantes sont à compléter. |               |                            |                 |                                                                                                |
| mars 1965                                | juin 1995     | Bernard Thélu              | UDR puis RPR    | Vétérinaire Conseiller général (1958 → 1967)                                                   |
| juin 1995                                | décembre 2016 | Jean-Marc Vasse            | RPR puis UMP-LR | Cadre supérieur Vice-président de la CC Cœur de Caux (2008 → ) Réélu pour le mandat 2014-2020, |

| Période         | Période  | Identité        | Étiquette | Qualité                      |
| --------------- | -------- | --------------- | --------- | ---------------------------- |
| 23 janvier 2017 | En cours | Bruno Delacroix | DVD       | Enseignant référent handicap |

### Politique de développement durable
La commune a engagé une politique de développement durable en lançant une démarche d'Agenda 21 en 2009.

## Économie

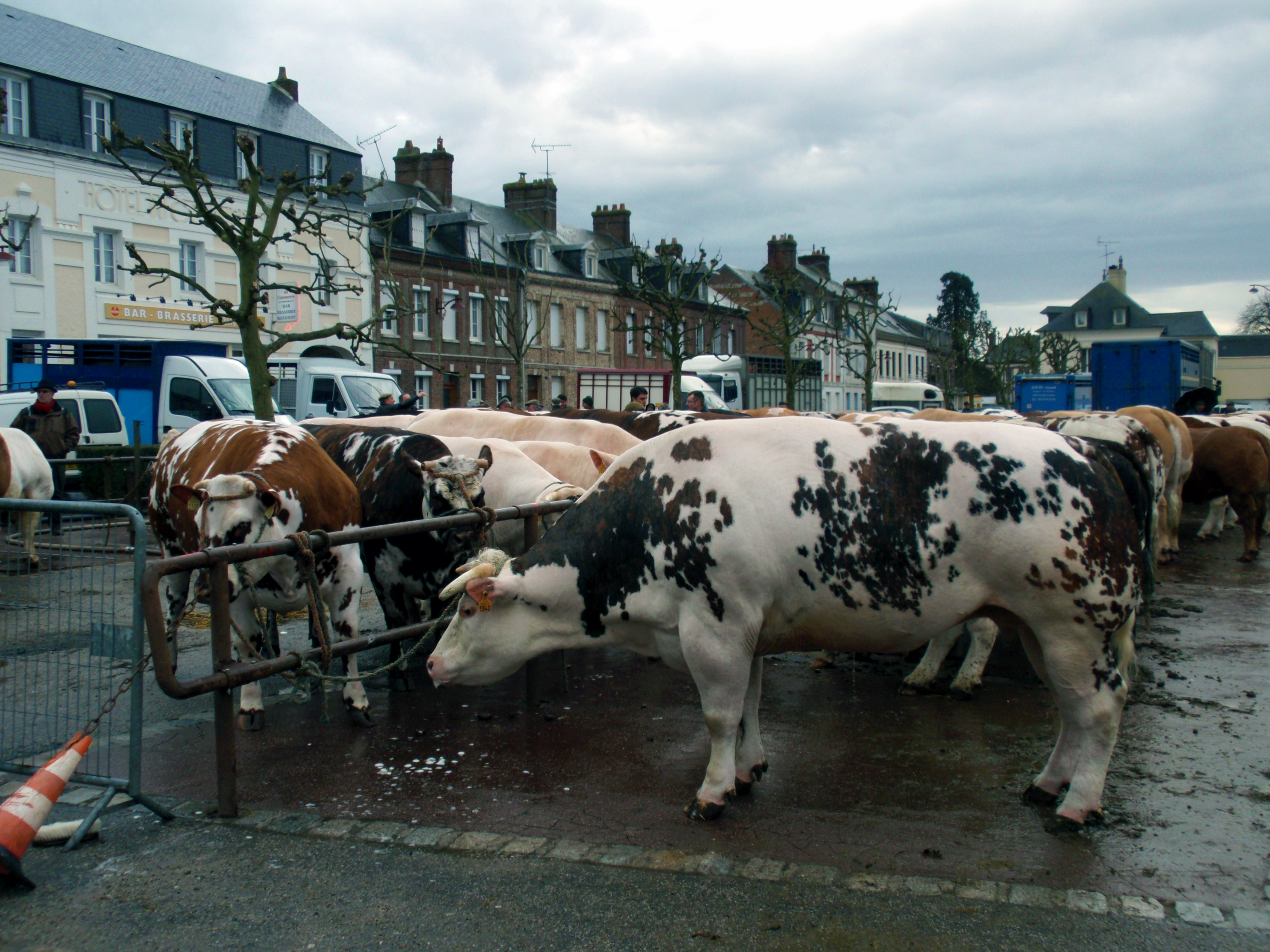
Foire avec concours d'animaux de boucherie en février 2010.

## Démographie
L'évolution du nombre d'habitants est connue à travers les recensements de la population effectués dans la commune depuis 1793. Pour les communes de moins de 10 000 habitants, une enquête de recensement portant sur toute la population est réalisée tous les cinq ans, les populations de référence des années intermédiaires étant quant à elles estimées par interpolation ou extrapolation. Pour la commune, le premier recensement exhaustif entrant dans le cadre du nouveau dispositif a été réalisé en 2004.

En 2014, la commune comptait 2 192 habitants, en évolution de +2,62 % par rapport à 2008 (Seine-Maritime : +0,35 %, France hors Mayotte : +2,11 %).
| 1793  | 1800  | 1806  | 1821  | 1831  | 1836  | 1841  | 1846  | 1851  |
| ----- | ----- | ----- | ----- | ----- | ----- | ----- | ----- | ----- |
| 1 097 | 1 170 | 1 175 | 1 263 | 1 394 | 1 515 | 1 490 | 1 314 | 1 390 |

| 1856  | 1861  | 1866  | 1872  | 1876  | 1881  | 1886  | 1891  | 1896  |
| ----- | ----- | ----- | ----- | ----- | ----- | ----- | ----- | ----- |
| 1 384 | 1 430 | 1 394 | 1 386 | 1 436 | 1 395 | 1 344 | 1 345 | 1 322 |

| 1901  | 1906  | 1911  | 1921  | 1926  | 1931  | 1936  | 1946  | 1954  |
| ----- | ----- | ----- | ----- | ----- | ----- | ----- | ----- | ----- |
| 1 342 | 1 361 | 1 369 | 1 241 | 1 235 | 1 234 | 1 249 | 1 294 | 1 258 |

| 1962  | 1968  | 1975  | 1982  | 1990  | 1999  | 2004  | 2006  | 2009  |
| ----- | ----- | ----- | ----- | ----- | ----- | ----- | ----- | ----- |
| 1 363 | 1 366 | 1 645 | 1 751 | 1 871 | 1 937 | 2 047 | 2 113 | 2 147 |

| 2014  | - | - | - | - | - | - | - | - |
| ----- | - | - | - | - | - | - | - | - |
| 2 192 | - | - | - | - | - | - | - | - |

## Culture locale et patrimoine

### Lieux et monuments

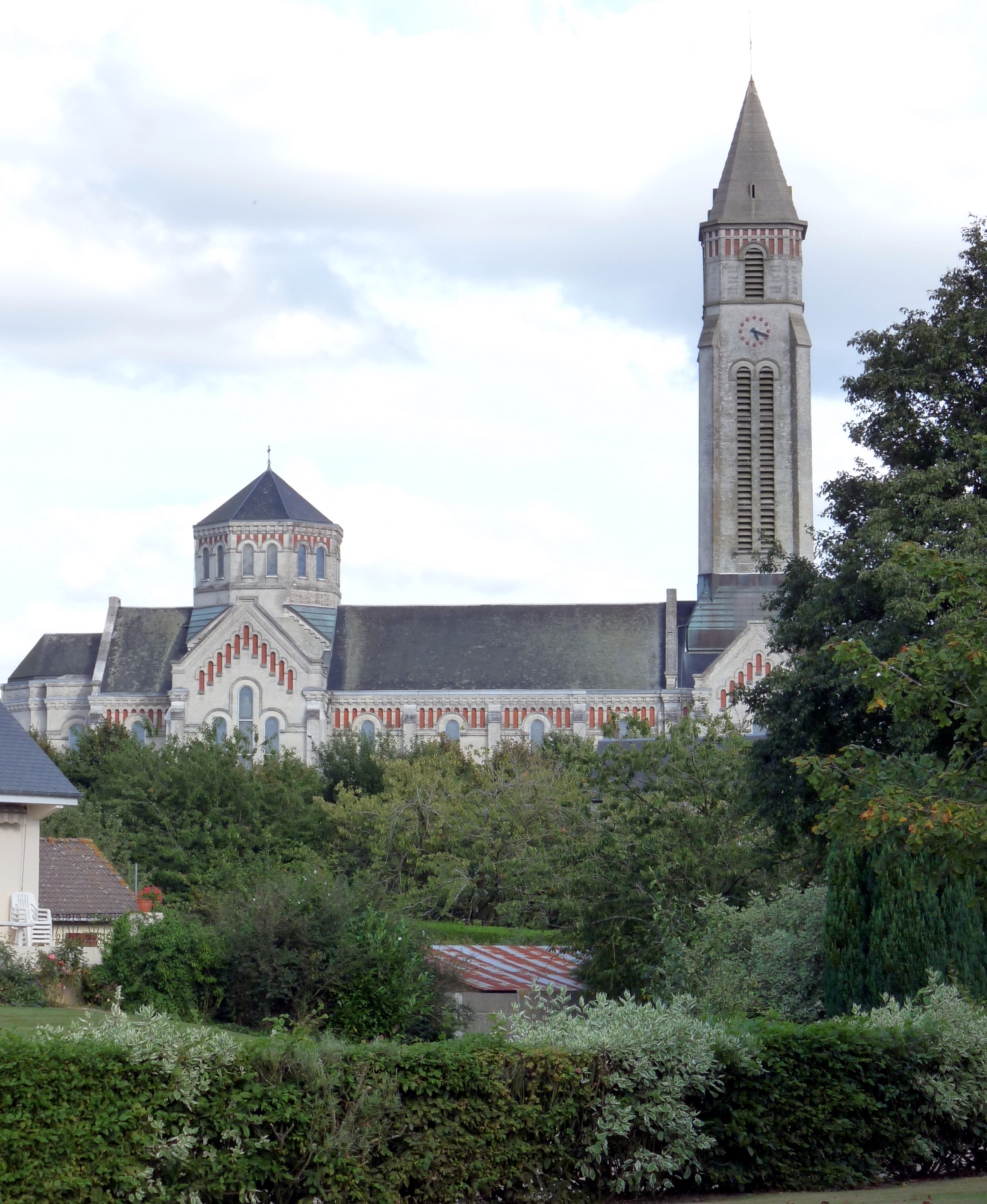
L'église Notre-Dame.

- Église Notre-Dame-de-l'Assomption[16], d'inspiration romano-byzantine (1913-1916 et 1922-1938). Architecte Pierre Chirol. Entreprise Lanfry. Inscrite à l'inventaire supplémentaire des monuments historiques. Remplace une église d'origine XIIe et XIIIe siècles, jugée « exiguë, excentrée » et entièrement démolie. À l'intérieur, grande fresque, peinture à la détrempe du peintre Henri Charrier (1922), auteur de toiles marouflées à Saint-Étienne de Fécamp, statues  provenant de l'ancienne église, fonts baptismaux du XIIIe siècle, statues modernes de Camille Debert, maître-autel sculpté par deux prix de Rome[Qui ?] (1943), dalle funéraire du chanoine Dubois, initiateur de la construction de l'église, grande rosace de Chirol et Lanfry (1933), vitraux à motifs floraux de la maison Boulanger (Rouen), coupole octogonale sur trompes d'angle (originalité de l'église), arcs à claveaux bicolores, comme à Cordoue. Centenaire de l'ouverture au culte en 2016.

### Patrimoine naturel
Site classé
- Saule pleureur situé dans le cimetière, à côté de l'ancienne église  Site classé (1931).

### Personnalités liées à la commune
- Marius Grout (1903-1946), écrivain.

### Héraldique
| Armes de Fauville-en-Caux | Les armes de la commune de Fauville-en-Caux se blasonnent ainsi : Parti de gueules et d’argent au cœur aussi d’argent sommé d’un coq issant d’azur avec un panache en forme de croissant versé aussi de gueules, le tout brochant en abîme sur la partition. |